# Gioia Tauro
Gioia Tauro este o comună de 18.808 locuitori, în regiunea Calabria, în provincia Reggio Calabria, Italia.
De la ea își trag numele câmpia care îl înconjură (Piana di Gioia Tauro) și golful unde se află (Golfo di Gioia Tauro).
Portul Gioia Tauro este cel mai mare terminal pentru transhipment din Marea Mediterană și al treilea din Europa, după Rotterdam și Hamburg.

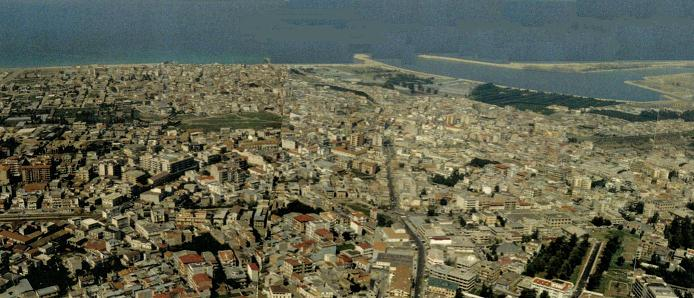
Gioa Tauro

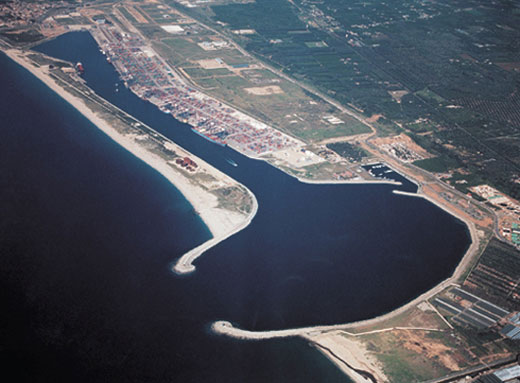
Portul Gioia Tauro

## Demografie
Gioia Tauro - evoluția demografică

|  | Graficele sunt indisponibile din cauza unor probleme tehnice. Mai multe informații se găsesc la Phabricator și la wiki-ul MediaWiki. |

Date: Recensăminte sau birourile de statistică - grafică realizată de Wikipedia

1. ↑  Superficie di Comuni Province e Regioni italiane al 9 ottobre 2011 (în italiană), Istituto Nazionale di Statistica, accesat în 16 martie 2019